# Torneo de Berlín
El Torneo de Berlín (también conocido como bett1open, presented by ecotrans Group) es un torneo profesional de tenis de la WTA que se lleva a cabo anualmente en Berlín, Alemania. Realizado desde 1896, es uno de los torneos femeninos más antiguos que aún continúan existiendo. Estaba clasificado en la categoría Tier I desde 1988 hasta 2008. A partir de 2021 (luego de más de una década sin haberse jugado el torneo) se empezó a clasificar como WTA 500 y empezó a jugarse sobre césped en vez de tierra batida.
Entre las campeonas del torneo destacan Chris Evert, Steffi Graf, Monica Seles, Arantxa Sánchez Vicario, Martina Hingis, Amélie Mauresmo y Justine Henin.
La jugadora que más veces ha ganado este torneo es Steffi Graf con 9 títulos.

## Campeonas

### Individuales
| Year                                     | Campeonas                                                      | Finalistas                                                     | Marcador                                                       |
| ↓ Hamburgo (Polvo de ladrillo) ↓         | ↓ Hamburgo (Polvo de ladrillo) ↓                               | ↓ Hamburgo (Polvo de ladrillo) ↓                               | ↓ Hamburgo (Polvo de ladrillo) ↓                               |
| ---------------------------------------- | -------------------------------------------------------------- | -------------------------------------------------------------- | -------------------------------------------------------------- |
| 1896                                     | Maren Thomsen                                                  | E. Lantzius                                                    | 6–3, 6–2, 7–5                                                  |
| 1897                                     | Blanche Hillyard                                               | Charlotte Cooper                                               | 6–3, 6–2, 6–2                                                  |
| 1898                                     | Elsie Lane                                                     | Toupie Lowther                                                 | 7–5, 7–5                                                       |
| 1899                                     | Charlotte Cooper                                               | Clara von der Schulenburg                                      | 7–5, 6–4                                                       |
| 1900                                     | Blanche Hillyard (2)                                           | Muriel Robb                                                    | 2–6, 8–6, 7–5                                                  |
| 1901                                     | Toupie Lowther                                                 | Gladys Dudell                                                  | 6–0, 6–0                                                       |
| 1902                                     | Mary Roß                                                       | Hilda Meyer                                                    | 8–6, 6–0                                                       |
| 1903                                     | Violet Pinckney                                                | Hilda Meyer                                                    | 6–2, 6–1                                                       |
| 1904                                     | Elsie Lane (2)                                                 | L. Bergmann                                                    | 6–3, 6–0                                                       |
| 1905                                     | Elsie Lane (3)                                                 | K. Krug                                                        | 6–0, 6–1                                                       |
| 1906                                     | Luise Berton                                                   | Margaret Dewsbury                                              | 4–6, 6–3, 6–1                                                  |
| 1907                                     | Margit von Madarasz                                            | Hedwig Neresheimer                                             | 7–5, 0–6, 6–2                                                  |
| 1908                                     | Margit von Madarasz (2)                                        | Rosamund Salusbury                                             | 2–6, 6–4, 6–0                                                  |
| 1909                                     | Anita Heimann                                                  | Mieken Rieck                                                   | 6–4, 0–6, 6–4                                                  |
| 1910                                     | Mieken Rieck                                                   | Dora Köring                                                    | 6–1, 6–3                                                       |
| 1911                                     | Mieken Rieck (2)                                               | Molla Bjurstedt                                                | 6–1, 4–6, 6–1                                                  |
| 1912                                     | Dora Köring                                                    | Anita Heimann                                                  | 6–2 6–2                                                        |
| 1913                                     | Dora Köring (2)                                                | Hedwig Neresheimer                                             | 6–4, 6–4                                                       |
| 1914- 1919                               | No Celebrado                                                   | No Celebrado                                                   | No Celebrado                                                   |
| 1920                                     | Ilse Friedleben                                                | Lilly Müller Vormann                                           | 6–0, 6–0                                                       |
| 1921                                     | Ilse Friedleben (2)                                            | Daisy Uhl                                                      | 9–7, 6–1                                                       |
| 1922                                     | Ilse Friedleben (3)                                            | Nelly Neppach                                                  | 6–2, 6–1                                                       |
| 1923                                     | Ilse Friedleben (4)                                            | Nelly Neppach                                                  | 2–6, 9–7, 7–5                                                  |
| 1924                                     | Ilse Friedleben (5)                                            | Nelly Neppach                                                  | 6–2, 1–6, 6–3                                                  |
| 1925                                     | Nelly Neppach                                                  | Ilse Friedleben                                                | 2–6, 6–4, 10–8                                                 |
| 1926                                     | Ilse Friedleben (6)                                            | Nelly Neppach                                                  | 5–7, 6–4, 6–2                                                  |
| 1927                                     | Cilly Aussem                                                   | Ilse Friedleben                                                | 6–3, 6–3                                                       |
| 1928                                     | Daphne Akhurst                                                 | Cilly Aussem                                                   | 2–6, 6–0, 6–4                                                  |
| 1929                                     | Paula von Reznicek                                             | Violet Chamberlain                                             | 6–2, 4–6, 6–0                                                  |
| 1930                                     | Cilly Aussem (2)                                               | Hilde Krahwinkel                                               | 6–4, 6–4                                                       |
| 1931                                     | Cilly Aussem (3)                                               | Irmgard Rost                                                   | 6–1, 6–2                                                       |
| 1932                                     | Lolette Payot                                                  | Hilde Krahwinkel                                               | 6–2, 1–6, 6–4                                                  |
| 1933                                     | Hilde Krahwinkel                                               | Sylvie Jung Henrotin                                           | 6–2, 6–1                                                       |
| 1934                                     | Hilde Sperling (2)                                             | Cilly Aussem                                                   | 6–2, 6–3                                                       |
| 1935                                     | Hilde Sperling (3)                                             | Cilly Aussem                                                   | 9–7, 6–0                                                       |
| 1936                                     | No Celebrado (debido a la celebración de los Juegos Olímpicos) | No Celebrado (debido a la celebración de los Juegos Olímpicos) | No Celebrado (debido a la celebración de los Juegos Olímpicos) |
| 1937                                     | Hilde Sperling (4)                                             | Marie-Louise Horn                                              | 4–6, 6–2, 6–2                                                  |
| 1938                                     | Hilde Sperling (5)                                             | Margot Lumb                                                    | 6–1, 6–0                                                       |
| 1939                                     | Hilde Sperling (6)                                             | Hella Kovac                                                    | 6–0, 6–1                                                       |
| 1940- 1947                               | No Celebrado                                                   | No Celebrado                                                   | No Celebrado                                                   |
| 1948                                     | Ursula Rosenow                                                 | Inge Pohmann                                                   | 6–2, 8–6                                                       |
| 1949                                     | Mary Terán de Weiss                                            | Inge Pohmann                                                   | 6–2, 6–8, 9–7                                                  |
| 1950                                     | Dorothy Head                                                   | Ursula Heidtmann                                               | 6–3, 6–0                                                       |
| 1951                                     | Nancye Bolton                                                  | Mary Terán de Weiss                                            | 6–3, 6–3                                                       |
| 1952                                     | Dorothy Head (2)                                               | Erika Vollmer                                                  | 6–1, 6–3                                                       |
| 1953                                     | Dorothy Knode (3)                                              | Joy Mottram                                                    | 6–0, 4–6, 6–4                                                  |
| 1954                                     | Joy Mottram                                                    | Inge Pohmann                                                   | 2–6, 7–5, 6–2                                                  |
| 1955                                     | Beryl Penrose                                                  | Erika Vollmer                                                  | 6–4, 6–4                                                       |
| 1956                                     | Thelma Long                                                    | Silvana Lazzarino                                              | 7–5, 6–2                                                       |
| 1957                                     | Yola Ramírez                                                   | Rosie Reyes                                                    | 7–5, 6–3                                                       |
| 1958                                     | Lorraine Coghlan                                               | Shirley Bloomer                                                | 6–4, 7–5                                                       |
| 1959                                     | Edda Buding                                                    | Zsuzsa Körmöczy                                                | walkover                                                       |
| 1960                                     | Sandra Reynolds                                                | Maria Bueno                                                    | 7–5, 8–6                                                       |
| 1961                                     | Sandra Reynolds (2)                                            | Yola Ramírez                                                   | 5–7, 7–5, 6–1                                                  |
| 1962                                     | Sandra Reynolds Price (3)                                      | Ann Haydon                                                     | 4–6, 6–3, 7–5                                                  |
| 1963                                     | Renée Schuurman                                                | Lesley Turner                                                  | 6–4, 1–6, 6–3                                                  |
| 1964                                     | Margaret Smith                                                 | Maria Bueno                                                    | 6–1, 6–1                                                       |
| 1965                                     | Margaret Smith (2)                                             | Edda Buding                                                    | 6–3, 6–2                                                       |
| 1966                                     | Margaret Smith (3)                                             | Maria Bueno                                                    | 8–6, 6–3                                                       |
| 1967                                     | Françoise Dürr                                                 | Lesley Turner                                                  | 6–4, 6–4                                                       |
| 1968                                     | Annette Van Zyl                                                | Judy Tegart                                                    | 6–1, 7–5                                                       |
| 1969                                     | Judy Tegart                                                    | Helga Niessen                                                  | 6–3, 6–4                                                       |
| 1970                                     | Helga Schultze-Hösl                                            | Helga Niessen                                                  | 6–3, 6–3                                                       |
| 1971                                     | Billie Jean King                                               | Helga Masthoff                                                 | 6–3, 6–2                                                       |
| 1972                                     | Helga Masthoff                                                 | Linda Tuero                                                    | 6–3, 3–6 8–6                                                   |
| 1973                                     | Helga Masthoff (2)                                             | Pat Walkden Pretorius                                          | 6–4, 6–1                                                       |
| 1974                                     | Helga Masthoff (3)                                             | Martina Navratilova                                            | 6–4, 5–7, 7–3                                                  |
| 1975                                     | Renáta Tomanová                                                | Kazuko Sawamatsu                                               | 7–6, 5–7, 10–8                                                 |
| 1976                                     | Sue Barker                                                     | Renáta Tomanová                                                | 6–3, 6–1                                                       |
| 1977                                     | Laura duPont                                                   | Heidi Eisterlehner                                             | 6–1, 6–4                                                       |
| 1978                                     | Mima Jaušovec                                                  | Virginia Ruzici                                                | 6–2, 6–3                                                       |
| ↓ Berlín del Oeste (Polvo de ladrillo) ↓ |                                                                |                                                                |                                                                |
| 1979                                     | Caroline Stoll                                                 | Regina Maršíková                                               | 7–6(7–4), 6–0                                                  |
| 1980                                     | No celebrado por disputarse la Fed Cup en la misma locación.   | No celebrado por disputarse la Fed Cup en la misma locación.   | No celebrado por disputarse la Fed Cup en la misma locación.   |
| 1981                                     | Regina Maršíková                                               | Ivanna Madruga-Osses                                           | 6–2, 6–1                                                       |
| 1982                                     | Bettina Bunge                                                  | Kathy Rinaldi                                                  | 6–2, 6–2                                                       |
| 1983                                     | Chris Evert-Lloyd                                              | Kathleen Horvath                                               | 6–4, 7–6(7–1)                                                  |
| 1984                                     | Claudia Kohde-Kilsch                                           | Kathleen Horvath                                               | 7–6(10–8), 6–1                                                 |
| 1985                                     | Chris Evert-Lloyd (2)                                          | Steffi Graf                                                    | 6–4, 7–5                                                       |
| 1986                                     | Steffi Graf                                                    | Martina Navratilova                                            | 6–2, 6–3                                                       |
| 1987                                     | Steffi Graf (2)                                                | Claudia Kohde-Kilsch                                           | 6–2, 6–3                                                       |
| 1988                                     | Steffi Graf (3)                                                | Helena Suková                                                  | 6–3, 6–2                                                       |
| 1989                                     | Steffi Graf (4)                                                | Gabriela Sabatini                                              | 6–3, 6–1                                                       |
| 1990                                     | Mónica Seles                                                   | Steffi Graf                                                    | 6–4, 6–3                                                       |
| ↓ Berlín (Polvo de ladrillo) ↓           |                                                                |                                                                |                                                                |
| 1991                                     | Steffi Graf (5)                                                | Arantxa Sánchez Vicario                                        | 6–3, 4–6, 7–6(8–6)                                             |
| 1992                                     | Steffi Graf (6)                                                | Arantxa Sánchez Vicario                                        | 4–6, 7–5, 6–2                                                  |
| 1993                                     | Steffi Graf (7)                                                | Gabriela Sabatini                                              | 7–6(7–3), 2–6, 6–4                                             |
| 1994                                     | Steffi Graf (8)                                                | Brenda Schultz                                                 | 7–6(8–6), 6–4                                                  |
| 1995                                     | Arantxa Sánchez Vicario                                        | Magdalena Maleeva                                              | 6–4, 6–1                                                       |
| 1996                                     | Steffi Graf (9)                                                | Karina Habšudová                                               | 4–6, 6–2, 7–5                                                  |
| 1997                                     | Mary Joe Fernández                                             | Mary Pierce                                                    | 6–4, 6–2                                                       |
| 1998                                     | Conchita Martínez                                              | Amélie Mauresmo                                                | 6–4, 6–4                                                       |
| 1999                                     | Martina Hingis                                                 | Julie Halard-Decugis                                           | 6–0, 6–1                                                       |
| 2000                                     | Conchita Martínez (2)                                          | Amanda Coetzer                                                 | 6–1, 6–2                                                       |
| 2001                                     | Amélie Mauresmo                                                | Jennifer Capriati                                              | 6–4, 2–6, 6–3                                                  |
| 2002                                     | Justine Henin                                                  | Serena Williams                                                | 6–2, 1–6, 7–6(7–5)                                             |
| 2003                                     | Justine Henin (2)                                              | Kim Clijsters                                                  | 6–4, 4–6, 7–5                                                  |
| 2004                                     | Amélie Mauresmo (2)                                            | Venus Williams                                                 | walkover                                                       |
| 2005                                     | Justine Henin (3)                                              | Nadia Petrova                                                  | 6–3, 4–6, 6–3                                                  |
| 2006                                     | Nadia Petrova                                                  | Justine Henin                                                  | 4–6, 6–4, 7–5                                                  |
| 2007                                     | Ana Ivanovic                                                   | Svetlana Kuznetsova                                            | 3–6, 6–4, 7–6(7–4)                                             |
| 2008                                     | Dinara Safina                                                  | Elena Dementieva                                               | 3–6, 6–2, 6–2                                                  |
| 2009– 2019                               | No Celebrado                                                   | No Celebrado                                                   | No Celebrado                                                   |
| ↓ Berlín (Césped) ↓                      |                                                                |                                                                |                                                                |
| 2020                                     | Cancelado debido a la Pandemia del COVID-19.                   | Cancelado debido a la Pandemia del COVID-19.                   | Cancelado debido a la Pandemia del COVID-19.                   |
| 2021                                     | Liudmila Samsonova                                             | Belinda Bencic                                                 | 1–6, 6–1, 6–3                                                  |
| 2022                                     | Ons Jabeur                                                     | Belinda Bencic                                                 | 6–3, 2–1, ret.                                                 |
| 2023                                     | Petra Kvitová                                                  | Donna Vekić                                                    | 6–2, 7–6(8–6)                                                  |
| 2024                                     | Jessica Pegula                                                 | Anna Kalinskaya                                                | 6–7(0–7), 6–4, 7–6(7–3)                                        |
| 2025                                     | Markéta Vondroušová                                            | Wang Xinyu                                                     | 7–6(12–10), 4-6, 6–2                                           |

### Dobles
| Año                                      | Campeonas                                                    | Finalistas                                                   | Resultado                                                    |
| ↓ Hamburgo (Polvo de ladrillo) ↓         |                                                              |                                                              |                                                              |
| 1968                                     | Annette Du Plooy Pat Walkden                                 | Winnie Shaw Judy Tegart                                      | 6–3, 7–5                                                     |
| 1969                                     | Judy Tegart Helga Niessen                                    | Edda Buding Helga Hösl Schultze                              | 6–1, 6–4                                                     |
| 1970                                     | Karen Krantzcke Kerry Melville                               | Winnie Shaw Virginia Wade                                    | 6–0, 6–1                                                     |
| 1971                                     | Rosie Casals Billie Jean King                                | Helga Masthoff Heide Orth                                    | 6–2, 6–1                                                     |
| 1972                                     | Helga Masthoff Heide Orth                                    | Wendy Overton Valerie Ziegenfuss                             | 6–3, 2–6, 6–0                                                |
| 1973                                     | Helga Masthoff (2) Heide Orth (2)                            | Kristien Kemmer Laura Rossouw                                | 6–1, 6–2                                                     |
| 1974                                     | Helga Hösl Raquel Giscafré                                   | Martina Navratilova Renáta Tomanová                          | 6–3, 6–2                                                     |
| 1975                                     | Dianne Fromholtz Renáta Tomanová                             | Paulina Peisachov Kazuko Sawamatsu                           | 6–3, 6–2                                                     |
| 1976                                     | Linky Boshoff Ilana Kloss                                    | Laura duPont Wendy Turnbull                                  | 4–6, 7–5, 6–1                                                |
| 1977                                     | Linky Boshoff (2) Ilana Kloss (2)                            | Regina Maršíková Renáta Tomanová                             | 2–6, 6–4, 7–5                                                |
| 1978                                     | Mima Jaušovec Virginia Ruzici                                | Katja Ebbinghaus Helga Masthoff                              | 6–4, 5–7, 6–0                                                |
| ↓ Berlín del Oeste (Polvo de ladrillo) ↓ |                                                              |                                                              |                                                              |
| 1979                                     | Rosie Casals (2) Wendy Turnbull                              | Evonne Goolagong Kerry Reid                                  | 6–2, 7–5                                                     |
| 1980                                     | No celebrado por disputarse la Fed Cup en la misma locación. | No celebrado por disputarse la Fed Cup en la misma locación. | No celebrado por disputarse la Fed Cup en la misma locación. |
| 1981                                     | Rosalyn Fairbank Tanya Harford                               | Sue Barker Renáta Tomanová                                   | 6–3, 6–4                                                     |
| 1982                                     | Liz Gordon Beverly Mould                                     | Bettina Bunge Claudia Kohde-Kilsch                           | 6–3, 6–4                                                     |
| 1983                                     | Jo Durie Anne Hobbs                                          | Claudia Kohde-Kilsch Eva Pfaff                               | 6–4, 7–6(7–2)                                                |
| 1984                                     | Anne Hobbs (2) Candy Reynolds                                | Kathleen Horvath Virginia Ruzici                             | 6–3, 4–6, 7–6                                                |
| 1985                                     | Claudia Kohde-Kilsch Helena Suková                           | Steffi Graf Catherine Tanvier                                | 6–4, 6–1                                                     |
| 1986                                     | Steffi Graf Helena Suková (2)                                | Martina Navratilova Andrea Temesvári                         | 7–5, 6–2                                                     |
| 1987                                     | Claudia Kohde-Kilsch (2) Helena Suková (3)                   | Catarina Lindqvist Tine Scheuer-Larsen                       | 6–1, 6–2                                                     |
| 1988                                     | Isabelle Demongeot Nathalie Tauziat                          | Claudia Kohde-Kilsch Helena Suková                           | 6–2, 4–6, 6–4                                                |
| 1989                                     | Elizabeth Smylie Janine Tremelling                           | Lise Gregory Gretchen Magers                                 | 5–7, 6–3, 6–2                                                |
| 1990                                     | Nicole Provis Elna Reinach                                   | Hana Mandlíková Jana Novotná                                 | 6–2, 6–1                                                     |
| ↓ Berlín (Polvo de ladrillo) ↓           |                                                              |                                                              |                                                              |
| 1991                                     | Larisa Neiland Natasha Zvereva                               | Nicole Provis Elna Reinach                                   | 6–3, 6–3                                                     |
| 1992                                     | Jana Novotná Larisa Neiland (2)                              | Gigi Fernández Natalia Zvereva                               | 7–6(7–5), 4–6, 7–5                                           |
| 1993                                     | Gigi Fernández Natasha Zvereva (2)                           | Debbie Graham Brenda Schultz                                 | 6–1, 6–3                                                     |
| 1994                                     | Gigi Fernández (2) Natasha Zvereva (3)                       | Jana Novotná Arantxa Sánchez Vicario                         | 6–3, 7–6(7–2)                                                |
| 1995                                     | Amanda Coetzer Inés Gorrochategui                            | Larisa Savchenko Gabriela Sabatini                           | 4–6, 7–6, 6–2                                                |
| 1996                                     | Meredith McGrath Larisa Neiland (3)                          | Martina Hingis Helena Suková                                 | 6–1, 5–7, 7–6(7–4)                                           |
| 1997                                     | Lindsay Davenport Jana Novotná (2)                           | Gigi Fernández Natasha Zvereva                               | 6–3, 3–6, 6–2                                                |
| 1998                                     | Lindsay Davenport (2) Natasha Zvereva (4)                    | Alexandra Fusai Nathalie Tauziat                             | 6–3, 6–0                                                     |
| 1999                                     | Alexandra Fusai Nathalie Tauziat (2)                         | Jana Novotná Patricia Tarabini                               | 6–3, 7–5                                                     |
| 2000                                     | Conchita Martínez Arantxa Sánchez Vicario                    | Amanda Coetzer Corina Morariu                                | 3–6, 6–2, 7–6(9–7)                                           |
| 2001                                     | Els Callens Meghann Shaughnessy                              | Cara Black Elena Likhovtseva                                 | 6–4, 6–3                                                     |
| 2002                                     | Elena Dementieva Janette Husárová                            | Daniela Hantuchová Arantxa Sánchez Vicario                   | 0–6, 7–6(7–3), 6–2                                           |
| 2003                                     | Virginia Ruano Pascual Paola Suárez                          | Kim Clijsters Ai Sugiyama                                    | 6–3, 4–6, 6–4                                                |
| 2004                                     | Nadia Petrova Meghann Shaughnessy (2)                        | Janette Husárová Conchita Martínez                           | 6–2, 2–6, 6–1                                                |
| 2005                                     | Elena Likhovtseva Vera Zvonareva                             | Cara Black Liezel Huber                                      | 3–6, 6–3, 6–1                                                |
| 2006                                     | Yan Zi Zheng Jie                                             | Elena Dementieva Flavia Pennetta                             | 6–2, 6–3                                                     |
| 2007                                     | Lisa Raymond Samantha Stosur                                 | Tathiana Garbin Roberta Vinci                                | 6–3, 6–4                                                     |
| 2008                                     | Cara Black Liezel Huber                                      | Nuria Llagostera Vives María José Martínez Sánchez           | 6–2, 6–2                                                     |
| 2009- 2019                               | No celebrado                                                 | No celebrado                                                 | No celebrado                                                 |
| ↓ Berlín (Césped) ↓                      |                                                              |                                                              |                                                              |
| 2020                                     | Cancelado debido a la Pandemia del COVID-19.                 | Cancelado debido a la Pandemia del COVID-19.                 | Cancelado debido a la Pandemia del COVID-19.                 |
| 2021                                     | Victoria Azarenka Aryna Sabalenka                            | Nicole Melichar Demi Schuurs                                 | 4–6, 7–5, [10–4]                                             |
| 2022                                     | Storm Sanders Kateřina Siniaková                             | Alizé Cornet Jil Teichmann                                   | 6–4, 6–3                                                     |
| 2023                                     | Caroline García Luisa Stefani                                | Kateřina Siniaková Markéta Vondroušová                       | 4–6, 7–6(10–8), [10–4]                                       |
| 2024                                     | Wang Xinyu Zheng Saisai                                      | Chan Hao-ching Veronika Kudermetova                          | 6–2, 7–5                                                     |
| 2025                                     | Tereza Mihalíková Olivia Nicholls                            | Sara Errani Jasmine Paolini                                  | 4–6, 6–2, [10-6]                                             |